# سیروس کار
سیروس کار (به انگلیسی: Cyrus Kar) (زادهٔ ۱۳۳۹ در تهران) فیلمساز ایرانی-آمریکایی است.
وی در ۸ سالگی همراه با خانواده به ایالات متحده مهاجرت کرده است. مدتی در نیروی دریایی آمریکا خدمت کرده و سپس در دانشگاه ایالتی سن خوزه تحصیل کرده است. 
سیروس کار در مه ۲۰۰۵ زمانی که در حال پژوهش در عراق برای ساخت فیلمی مستند درباره کورش (پادشاه هخامنشی) بود توسط نیروهای آمریکایی دستگیر شد. دستگیری او در رسانه‌های جهانی منعکس شد و او پس از دو ماه با پیگیری‌های قضایی خانواده‌اش و بررسی‌های اف‌بی‌آی آزاد شد. 
او همچنین استاد نیمه وقت دانشگاه فینیکس می باشد.